# Lợn ỉ

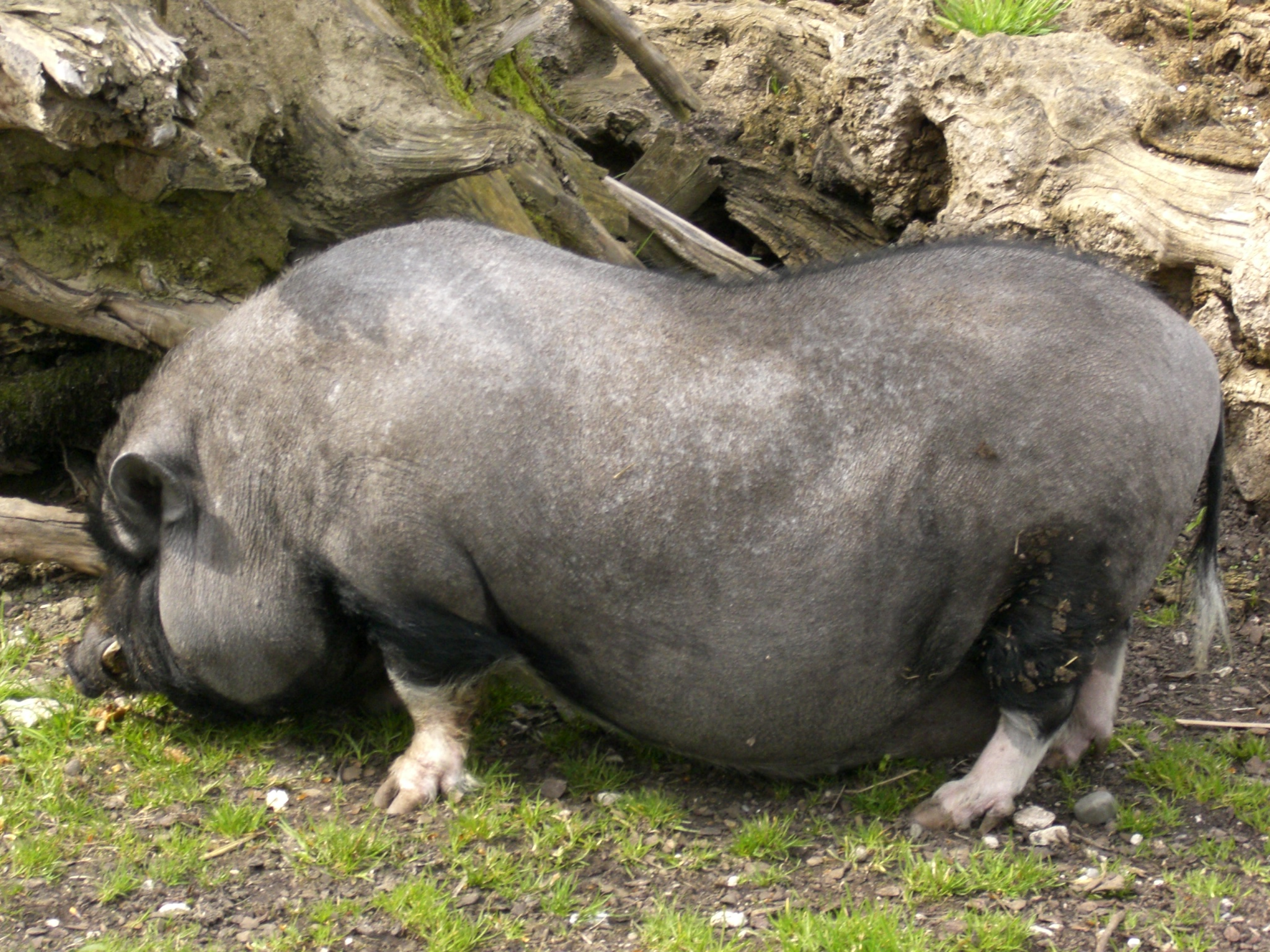

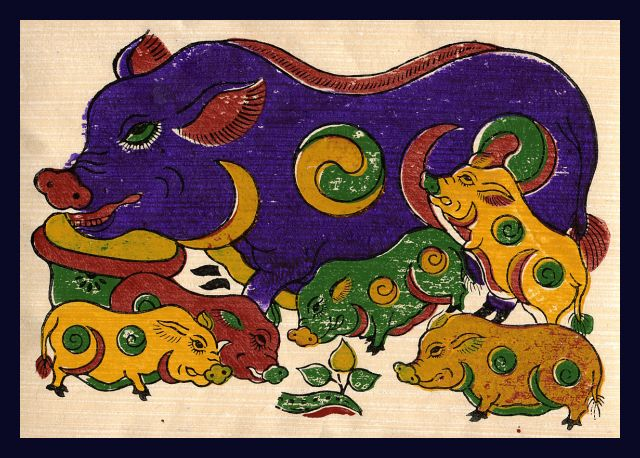
Lợn ỉ trong tranh Đông Hồ

Lợn ỉ là một giống lợn địa phương ở miền Bắc Việt Nam, nay ít được nuôi vì hiệu quả kinh tế không cao, và hiện có nguy cơ bị tuyệt chủng.
Cho đến những năm 1970, giống lợn ỉ có lẽ là giống lợn có số lượng nhiều nhất ở miền Bắc Việt Nam, với số lượng lên đến hàng triệu con. Từ đó, Lợn Móng Cái có năng suất cao hơn bắt đầu thay thế chúng. Viện Chăn nuôi Việt Nam đã bắt đầu một chương trình bảo tồn, với trợ cấp cho nông dân nuôi đàn thuần chủng, nhưng điều này không mang lại nhiều lợi ích - số lượng có tăng lên, nhưng với cái giá phải trả là gia tăng giao phối cận huyết.:616 Năm 1991 , tổng số quần thể của lợn ỉ được ước tính là 675 000 con, và đến năm 2010 con số ước tính là 120 con. Năm 2003, Viện Chăn nuôi đã liệt kê tình trạng bảo tồn của nó là "nguy cấp"; vào năm 2007 FAO đã liệt kê nó là "nguy cấp".

## Hình dạng và tập tính
Lông và da của lợn này có màu đen tuyền, đầu tương đối nhỏ, chân khá ngắn, tai đứng, mặt nhăn, lưng võng, bụng phệ, đuôi thẳng. Lợn ỉ đực nhảy cái rất sớm ngay từ lúc 3-4 tuần tuổi, đến 40 ngày tuổi tinh trùng và trứng đã có khả năng thụ thai tuy xét theo cơ thể học thì sáu tuổi lợn mới trưởng thành. Lợn ỉ cái có 10 vú, 4-5 tháng tuổi đã động dục, khả năng sinh sản 8 - 10 con/nái/lứa. Lợn ỉ nuôi 8 tháng có thể đạt 50 - 60 kg/con.
Ưu điểm: dễ nuôi vì chịu ẩm, nóng tốt, chịu kham khổ,, thịt thơm ngon.
Nhược điểm: nhỏ con, chậm lớn, ít nạc nhiều mỡ (tỉ lệ nạc thường chỉ đạt 36% trong khi mỡ lại chiếm 54%).

## Phân loại
Có hai loại hình là ỉ mỡ và ỉ pha. Nòi ỉ mỡ bao gồm những con lợn ỉ mà dân gian gọi là ỉ mỡ, ỉ nhăn, ỉ bọ hung. Nòi ỉ pha bao gồm những con mà dân gian gọi là ỉ pha, ỉ bột pha, ỉ sống bương.

## Nuôi làm thú cưng trong nhà ở Tây phương
Lợn nói chung có trí khôn đáng kể, lại dễ dạy vì muốn được thưởng thức ăn nên nuôi lợn có thể tập cho chúng làm trò. Lợn ỉ được xếp vào loại heo đẹt. Cùng với vài giống lợn khác, chúng được lai để tạo ra giống Lợn Göttingen.

## Hình ảnh

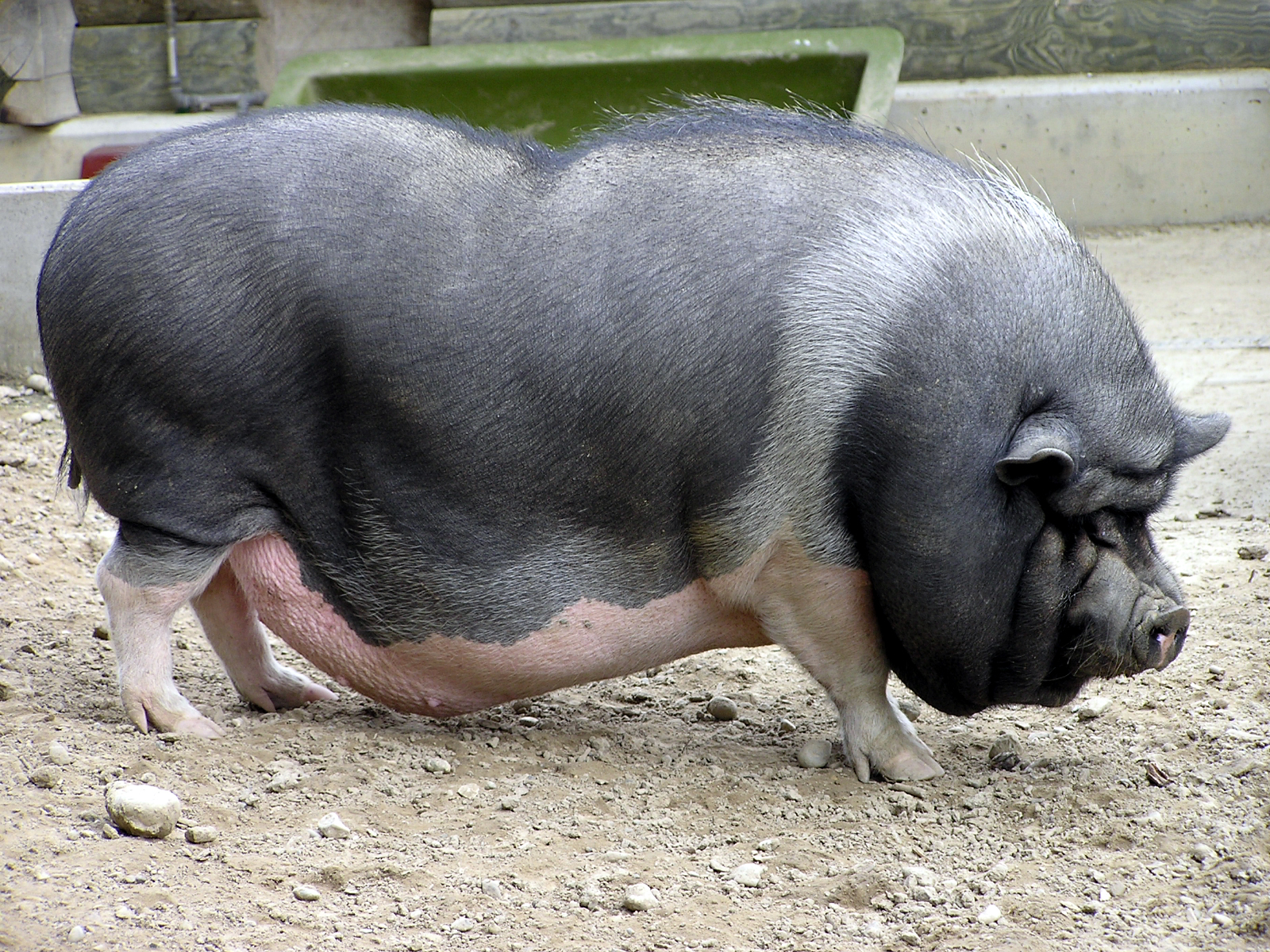
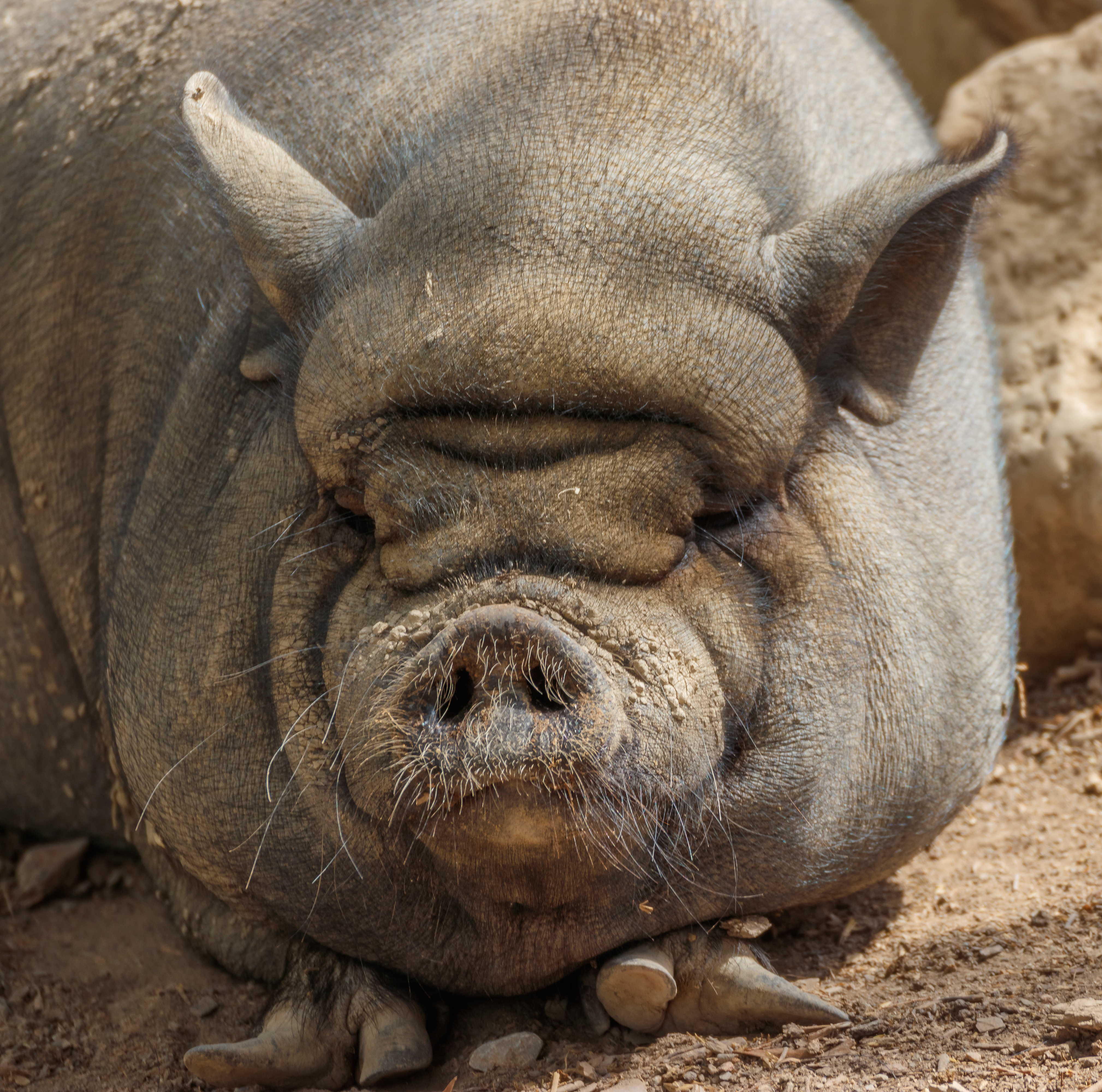
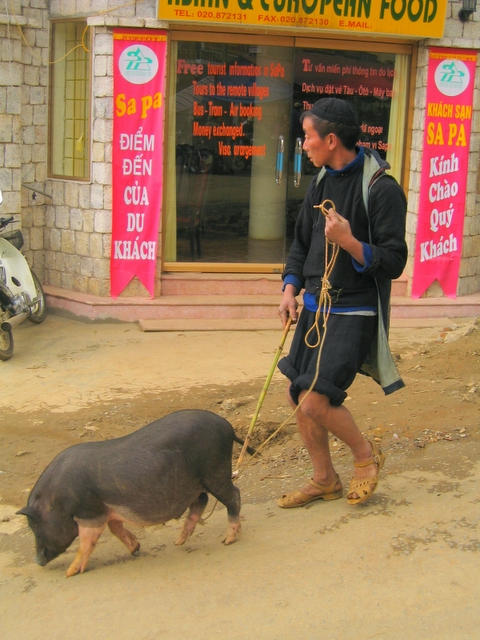
Dắt lợn đi chơi
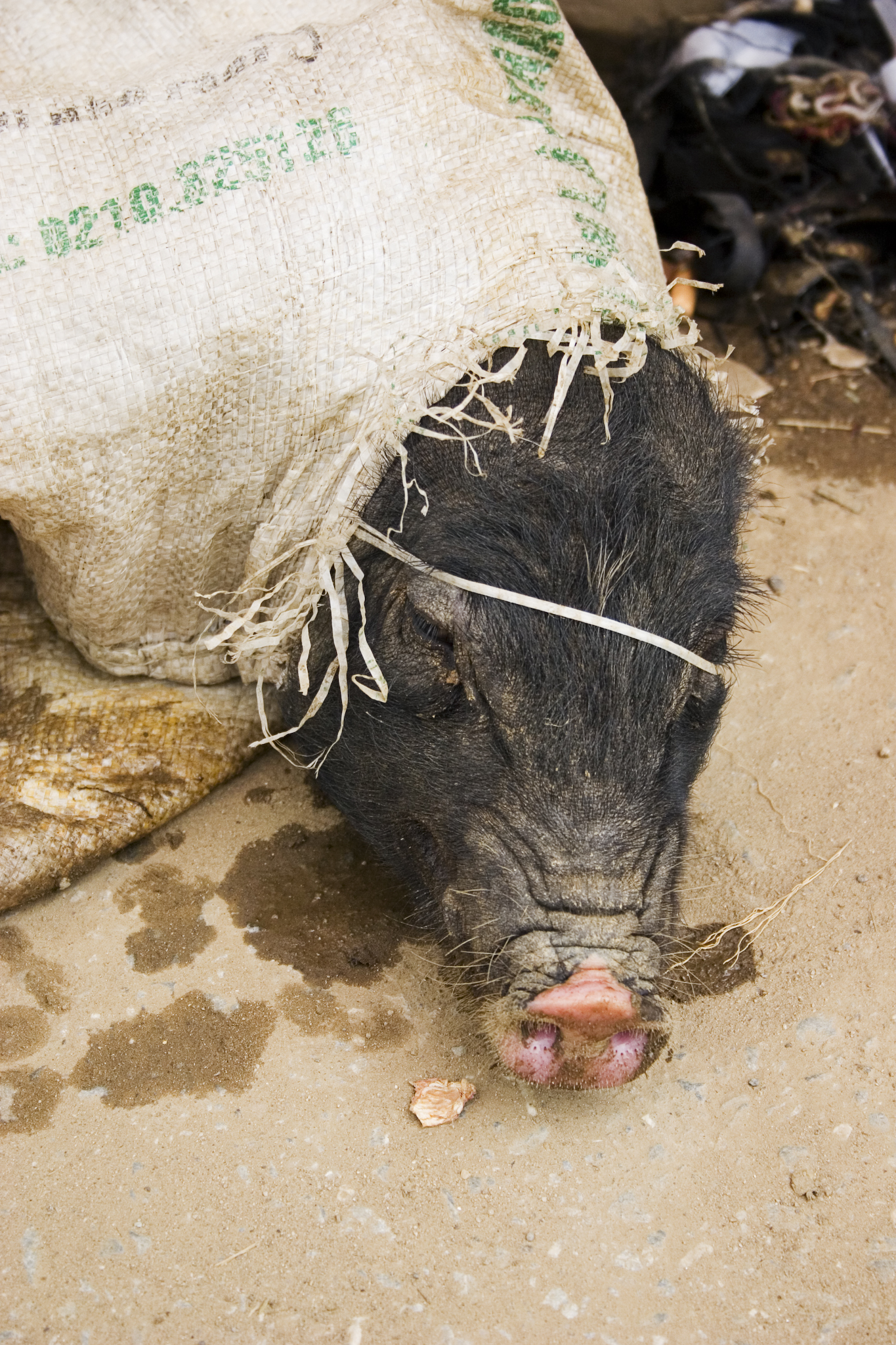
Lợn ỉ bị trói trong bao đưa ra chợ bán
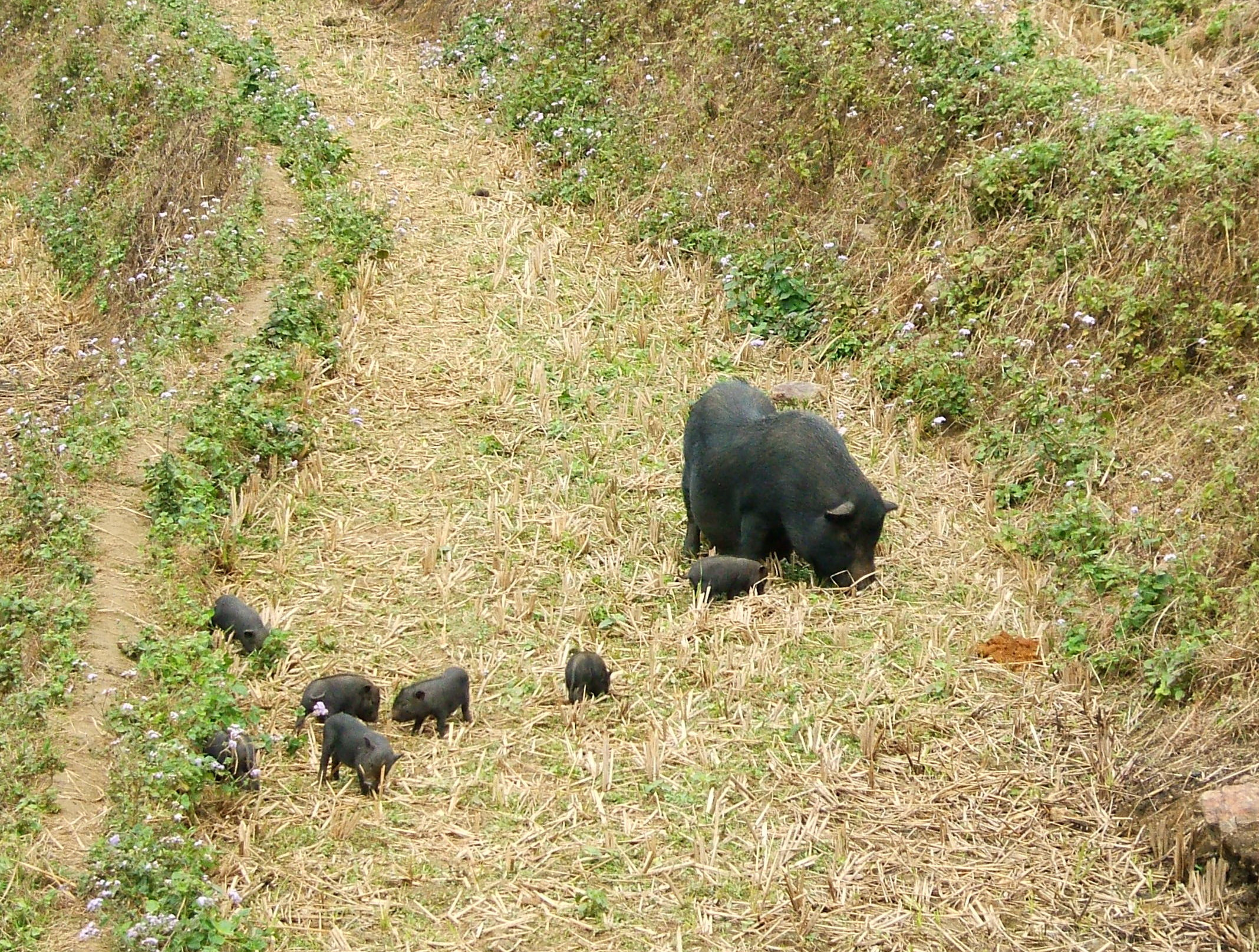
Lợn mẹ và đàn lợn con